# Pierre Cao
Pour les articles homonymes, voir Cao.
Pierre Cao (né le 22 décembre 1937 à Dudelange) est un musicien, compositeur et chef d'orchestre luxembourgeois.

## Biographie
Pierre Cao a étudié la composition et la direction d'orchestre au Conservatoire royal de Bruxelles. Il a particulièrement œuvré pour la formation des chefs d'orchestre.
En 1968, il est lauréat du concours international des chefs d'orchestre Nikolai Malko de Copenhague.
Il a dirigé plusieurs chœurs au Luxembourg et est un des fondateurs de l'INECC Mission Voix Lorraine (INstitut Européen de Chant Choral) puis de l'INECC Luxembourg.
En 1999, il crée le chœur professionnel Arsys Bourgogne. Il assure également la direction artistique du festival les « Rencontres musicales de Vézelay ».
Pierre Cao parle couramment le luxembourgeois, l'allemand, le français, l'italien, et il a de bonnes notions d'anglais.

## Distinction
Il est nommé chevalier de la Légion d'honneur le 14 juillet 2011
. Il dirige aussi l'orchestre de l'Académie Régis Pasquier à Autun.